# Letterkenny
Letterkenny (irl. Leitir Ceanainn) jest największym miastem w hrabstwie Donegal w Irlandii, mieści się ok. 55 km na północ od Donegal i 32 km na zachód od Derry w Irlandii Północnej. Jego nazwa jest zangielszczoną nazwą irlandzką, która oznacza "zbocze rodziny Cannon" (cannon to w języku angielskim armata).
Pomimo swojej wielkości Letterkenny nie jest centrum administracji hrabstwa, którego stolicą jest mniejsze Lifford.
Bardziej znaczące budynki w mieście to katedra św. Eunana, Szkoła im. św. Eunana, przytułek (który teraz jest miejskim muzeum), oraz Szpital św. Conala. Letterkenny Institute of Technology jest tamtejszą szkołą wyższą.
Od 2007 roku Letterkenny jest partnerskim miastem polskiego Wielunia.

## Historia i ekonomia
Rozwój miasta miał związek z jego położeniem przy szlaku handlowym. Letterkenny otrzymało prawa miejskie we wczesnych latach dwudziestych kiedy wprowadzono funt irlandzki (jako narodową walutę Irlandii), zastępując brytyjski. To spowodowało, że wiele irlandzkich banków, które mieściły się początkowo w Derry w Irlandii Północnej, było zmuszonych do otworzenia filii w Hrabstwie Donegal, włączając w to Letterkenny. Usługi i przemysł podążyły za bankami, co sprawiło, że Letterkenny było przez wiele lat najszybciej rozwijającym się miastem w Unii Europejskiej. Niektóre z największych zakładów pracy, General Hospital, Unifi i inne, miały wpływ na to, że Letterkenny szybko stało się największym miastem w hrabstwie. Gospodarka miasta jest silnie uzależniona od handlu z zagranicą, zwłaszcza ze względu na korzystny kurs pomiędzy euro a funtem brytyjskim.

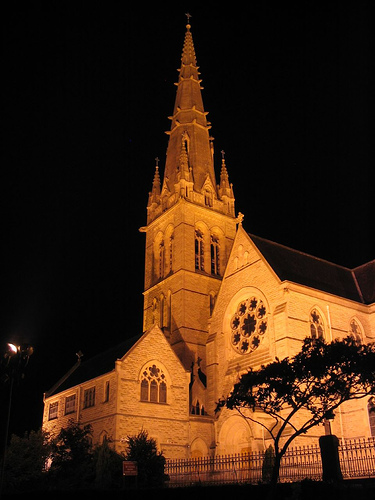
Katedra w Letterkenny

## Historia kolei
Miasto było w przeszłości jedną rozległą wąskotorową siecią hrabstwa. Zapewniało to połączenie z Derry (a przez nie do Dublina i Belfastu), do Lifford i Strabane, Gaoth Dobhair (Gweedore) i Burtonport, oraz do Carndonagh. System kolejowy został zbudowany w późnym XIX wieku, z ostatnimi dobudowami otwartymi w roku 1900. Niektóre z tych linii nigdy nie były opłacalne, a zbudowano je dzięki dopłatom z brytyjskiego rządu. Zaledwie kilka dekad później wydarzenia polityczne zaowocowały sytuacją, w której dwie firmy dysponowały tą samą koleją. Miało to niszczący wpływ na i tak niezadowalającą sytuację ekonomiczną, co doprowadziło do ostatecznego zamknięcia kolei w roku 1960.
Stacje kolejowe zostały przekształcone na dworce autobusowe, zarządzane przez Bus Éireann. Ubogi transport publiczny w regionie spowodował powstanie lokalnych, prywatnych firm zajmujących się przewozem osób (np. Lough Swilly Bus). Kompania Londonderry and Lough Swilly Railway kontynuowała działalność jako firma autobusowa.